# (10626) Zajíc
10626 Zajic (1998 AP8) – planetoida z grupy pasa głównego asteroid okrążająca Słońce w ciągu 4,11 lat w średniej odległości 2,56 j.a. Odkryta 10 stycznia 1998 roku.